# كزبرة (جنس)
الكُزْبَرة (الاسم العلمي:Coriandrum) هي جنس من النباتات يتبع الفصيلة الخيمية من رتبة الخيميات.

## أنواع الكزبرة
- كزبرة مزروعة (الاسم العلمي:Coriandrum sativum)
- كزبرة طرديلنية (الاسم العلمي:Coriandrum tordylium)
- كزبرة إصبعية (الاسم العلمي:Coriandrum digitatum)
- كزبرة عريضة الأوراق (الاسم العلمي:Coriandrum latifolium)
- كزبرة بحرية (الاسم العلمي:Coriandrum maritimum)
- كزبرة ملفيتية (الاسم العلمي:Coriandrum melphitense)
- كزبرة خشنة الورق (الاسم العلمي:Coriandrum setifolium)